# Прапор Східниці
Пра́пор Східниці — офіційний символ селища Східниця Львівської області. Затверджений 19 червня 1996 року рішенням сесії Східницької селищної ради.
Автор — А. Гречило.

## Опис прапора
Прапор Східниці: квадратне полотнище, розділене горизонтально ялиноподібним січенням на дві частини — верхню жовту (завширшки в 1/3 сторони прапора) та нижню зелену; на зеленому тлі до древка крокує жовтий ведмідь з червоними очима, язиком і пазурями. 

## Зміст
Ведмідь походить з печаток Східниці з ХІХ ст. Ялиноподібне ділення і зелений колір символізують місцеві ліси та сучасну курортну функцію селища.